# Futsal Awards de 2012
O AGLA Futsal Awards de 2012 foi a 13ª edição da premiação máxima do futsal mundial outorgada pela Federação Internacional de Futebol (FIFA) e organizada pelo site Futsal Planet. A premiação ocorreu entre 29 de janeiro de 2013 à 5 de fevereiro de 2013.

## Indicações

### Jogador de Futsal

#### Masculino
Os indicados para a categoria foram:
| Nome        | Nacionalidade | Clube                   |
| ----------- | ------------- | ----------------------- |
| Falcão      | Brasil        | ADC Intelli             |
| Fernandinho | Brasil        | Dínamo Moscou           |
| Gabriel     | Itália        | Asti C5                 |
| Keshavarz   | Irão          | Giti Pasand Isfahan FSC |
| Kike        | Espanha       | ElPozo Murcia           |
| Lucuix      | Argentina     | Inter Movistar          |
| Miguelin    | Espanha       | ElPozo Murcia           |
| Neto        | Brasil        | Krona Futsal            |
| Ricardinho  | Portugal      | SL Benfica              |
| Torras      | Espanha       | Barcelona Alusport      |

#### Feminino
As indicadas para a categoria foram:
| Nome        | Nacionalidade | Clube                |
| ----------- | ------------- | -------------------- |
| Ampi        | Espanha       | Ponte Ourense SAD    |
| Ana Azevedo | Portugal      | FC Vermoim           |
| Deripasko   | Rússia        | MFC Laguna-Uor Penza |
| Gorobets    | Ucrânia       | MFC Laguna-Uor Penza |
| Jozi        | Brasil        | Burela FS            |
| Lucileia    | Brasil        | Sinnai C5            |
| Marcela     | Brasil        | Unesc                |
| Mélissa     | Portugal      | ARJ Mogege           |
| Titova      | Ucrânia       | MFC Laguna-Uor Penza |
| Vanessa     | Brasil        | Female Futsal        |

#### Goleiro
Os indicados para a categoria foram:
| Nome        | Nacionalidade | Clube                        |
| ----------- | ------------- | ---------------------------- |
| Elías       | Argentina     | Pinocho                      |
| Juanjo      | Espanha       | Inter Movistar               |
| Jukic       | Croácia       | MNK Split                    |
| Juruna      | Rússia        | Dínamo Moscou                |
| Lozano      | Colômbia      | Club Deportivo D'Martin F.C. |
| Mammarella  | Itália        | Montesilvano C5              |
| Paco Sedano | Espanha       | Barcelona Alusport           |
| Rafa Pérez  | Espanha       | ElPozo Murcia                |
| Tiago       | Brasil        | Krona Futsal                 |
| Umarov      | Uzbequistão   | Ardus FC                     |

#### Jogador Jovem (Sub-23)
Os indicados para a categoria foram:
| Nome        | Nacionalidade | Clube            |
| ----------- | ------------- | ---------------- |
| Alex        | Espanha       | ElPozo Murcia    |
| Antoshkin   | Rússia        | MFK Tyumen       |
| David       | Espanha       | Caja Segovia FS  |
| Dieguinho   | Brasil        | Minas            |
| Henmi       | Japão         | Nagoya Oceans    |
| Litvinov    | Ucrânia       | Lug.T.K. Lugansk |
| Marinovic   | Croácia       | MNK Split        |
| Salas       | Itália        | Lazio C5         |
| Thueanklang | Tailândia     | G.H. RBAC        |
| Zuñiga      | Costa Rica    | T Shirt Mundo    |

### Treinador

#### Seleções (Prêmio Dimitri Nicolaou)
Os indicados para a categoria foram:
| Nome                   | Nacionalidade | Seleção         |
| ---------------------- | ------------- | --------------- |
| Jorge Braz             | Portugal      | Portugal        |
| Fernando Ferretti      | Brasil        | Paraguai        |
| Osmar Fonnegra Henao   | Colômbia      | Colômbia        |
| Vander Iacovino        | Brasil        | Brasil Feminino |
| Roberto Menichelli     | Itália        | Itália          |
| Marcos Sorato "Pipoca" | Brasil        | Brasil          |
| Evgeny Rivkin          | Ucrânia       | Ucrânia         |
| Miguel Rodrigo Salazar | Espanha       | Japão           |
| Sergey Skorovich       | Rússia        | Rússia          |
| Josè Venancio Lopez    | Espanha       | Espanha         |

#### Clubes
Os indicados para a categoria foram:
| Nome                    | Nacionalidade | Clube                   |
| ----------------------- | ------------- | ----------------------- |
| Alireza Afzal           | Irão          | Giti Pasand Isfahan FSC |
| Sergio Benatti de Curci | Brasil        | São Paulo               |
| Beto Aranha             | Brasil        | MFK Tyumen              |
| Cacau                   | Brasil        | FK Era-Pack Chrudim     |
| Marc Carmona            | Espanha       | Barcelona Alusport      |
| Cidão                   | Brasil        | ADC Intelli             |
| Duda                    | Brasil        | ElPozo Murcia           |
| Paulinho Cardoso        | Brasil        | Minas                   |
| Eder Popiolski          | Brasil        | Female Futsal           |
| Tino Perez              | Espanha       | Dínamo Moscou           |

### Árbitro
Os indicados para a categoria foram:
| Nome                         | Nacionalidade |
| ---------------------------- | ------------- |
| Marc Birkett                 | Inglaterra    |
| Nurdin Bukuev                | Quirguistão   |
| Eduardo Fernandes Coelho     | Portugal      |
| Fernando Gutierrez Lumbreras | Espanha       |
| Danijel Janosevic            | Croácia       |
| Scott Kidson                 | Austrália     |
| Gabor Kovacs                 | Hungria       |
| Renata Neves Leite           | Brasil        |
| Hector Rojas                 | Peru          |
| Ivan Shabanov                | Rússia        |

### Seleção
As indicadas para a categoria foram:
| Seleção               |
| --------------------- |
| Brasil                |
| Brasil Feminino       |
| Colômbia              |
| Itália                |
| Japão                 |
| Portugal Feminino     |
| Rússia                |
| Espanha               |
| Ucrânia Sub-21        |
| Ucrânia Universitária |

### Clube
Os indicados para a categoria foram:
| Clube                   |
| ----------------------- |
| ADC Intelli             |
| Barcelona Alusport      |
| Carlos Barbosa          |
| Dínamo Moscou           |
| Gazprom-Ugra            |
| Giti Pasand Isfahan FSC |
| Iberia Star             |
| MFC Laguna-Uor Penza    |
| Female Futsal           |
| Minas                   |

## Premiações

### Jogador de Futsal

#### Masculino[10]
|  | Vencedor(a)             |
|  | Segundo(a) colocado(a)  |
|  | Terceiro(a) colocado(a) |

| Pos | Nome        | Clube                   | Pts |
| --- | ----------- | ----------------------- | --- |
| 1   | Falcão      | ADC Intelli             | 226 |
| 2   | Neto        | Krona Futsal            | 186 |
| 3   | Kike        | ElPozo Murcia           | 127 |
| 4   | Ricardinho  | SL Benfica              | 121 |
| 5   | Torras      | Barcelona Alusport      | 82  |
| 6   | Fernandinho | Dínamo Moscou           | 43  |
| 7   | Miguelin    | ElPozo Murcia           | 26  |
| 8   | Lucuix      | Inter Movistar          | 19  |
| 9   | Gabriel     | Asti C5                 | 16  |
| 10  | Keshavarz   | Giti Pasand Isfahan FSC | 9   |

#### Feminino[11]
| Pos | Nome        | Clube                | Pts |
| --- | ----------- | -------------------- | --- |
| 1   | Vanessa     | Female Futsal        | 202 |
| 2   | Marcela     | Unesc                | 103 |
| 3   | Ana Azevedo | FC Vermoim           | 96  |
| 4   | Ampi        | Ponte Ourense SAD    | 87  |
| 5   | Lucileia    | Sinnai C5            | 81  |
| 6   | Jozi        | Burela FS            | 74  |
| 7   | Gorobets    | MFC Laguna-Uor Penza | 57  |
| 8   | Mélissa     | ARJ Mogege           | 51  |
| 9   | Deripasko   | MFC Laguna-Uor Penza | 36  |
| 10  | Titova      | MFC Laguna-Uor Penza | 23  |

#### Goleiro[12]
| Pos | Nome        | Clube                        | Pts |
| --- | ----------- | ---------------------------- | --- |
| 1   | Mammarella  | Montesilvano C5              | 208 |
| 2   | Tiago       | Krona Futsal                 | 141 |
| 3   | Juanjo      | Inter Movistar               | 119 |
| 4   | Juruna      | Dínamo Moscou                | 86  |
| 5   | Paco Sedano | Barcelona Alusport           | 81  |
| 6   | Lozano      | Club Deportivo D'Martin F.C. | 77  |
| 7   | Elías       | Pinocho                      | 57  |
| 8   | Rafa Pérez  | ElPozo Murcia                | 39  |
| 9   | Jukic       | MNK Split                    | 33  |
| 10  | Umarov      | Ardus FC                     | 14  |

#### Jogador Jovem (Sub-23)[13]
| Pos | Nome        | Clube            | Pts |
| --- | ----------- | ---------------- | --- |
| 1   | Alex        | ElPozo Murcia    | 213 |
| 2   | Dieguinho   | Minas            | 158 |
| 3   | David       | Caja Segovia FS  | 98  |
| 4   | Marinovic   | MNK Split        | 85  |
| 5   | Henmi       | Nagoya Oceans    | 75  |
| 6   | Salas       | Lazio C5         | 70  |
| 7   | Zuñiga      | T Shirt Mundo    | 47  |
| 8   | Antoshkin   | MFK Tyumen       | 37  |
| 9   | Litvinov    | Lug.T.K. Lugansk | 28  |
| 10  | Thueanklang | G.H. RBAC        | 26  |

### Treinador

#### Seleções[14]
| Pos | Nome                   | Clube           | Pts |
| --- | ---------------------- | --------------- | --- |
| 1   | Josè Venancio Lopez    | Espanha         | 279 |
| 2   | Marcos Sorato "Pipoca" | Brasil          | 251 |
| 3   | Miguel Rodrigo Salazar | Japão           | 83  |
| 4   | Osmar Fonnegra Henao   | Colômbia        | 56  |
| 5   | Roberto Menichelli     | Itália          | 51  |
| 6   | Fernando Ferretti      | Paraguai        | 49  |
| 7   | Jorge Braz             | Portugal        | 30  |
| 8   | Sergey Skorovich       | Rússia          | 23  |
| 9   | Vander Iacovino        | Brasil Feminino | 22  |
| 10  | Evgeny Rivkin          | Ucrânia         | 11  |

#### Clubes[15]
| Pos | Nome                    | Clube                   | Pts |
| --- | ----------------------- | ----------------------- | --- |
| 1   | Marc Carmona            | Barcelona Alusport      | 276 |
| 2   | Duda                    | ElPozo Murcia           | 161 |
| 3   | Tino Perez              | Dínamo Moscou           | 110 |
| 4   | Cidão                   | ADC Intelli             | 82  |
| 5   | Sergio Benatti de Curci | São Paulo               | 65  |
| 6   | Paulinho Cardoso        | Minas                   | 31  |
| 6   | Eder Popiolski          | Female Futsal           | 31  |
| 8   | Beto Aranha             | MFK Tyumen              | 27  |
| 9   | Alireza Afzal           | Giti Pasand Isfahan FSC | 25  |
| 10  | Cacau                   | FK Era-Pack Chrudim     | 20  |

### Árbitro[16]
| Pos | Nome                         | Pts |
| --- | ---------------------------- | --- |
| 1   | Fernando Gutierrez Lumbreras | 206 |
| 2   | Renata Neves Leite           | 120 |
| 3   | Marc Birkett                 | 88  |
| 4   | Gabor Kovacs                 | 83  |
| 5   | Danijel Janosevic            | 81  |
| 6   | Eduardo Fernandes Coelho     | 73  |
| 6   | Ivan Shabanov                | 73  |
| 8   | Hector Rojas                 | 72  |
| 9   | Nurdin Bukuev                | 33  |
| 10  | Scott Kidson                 | 17  |

### Seleção[17]
| Pos | Seleção               | Pts |
| --- | --------------------- | --- |
| 1   | Brasil                | 396 |
| 2   | Espanha               | 269 |
| 3   | Brasil Feminino       | 63  |
| 4   | Rússia                | 34  |
| 5   | Itália                | 29  |
| 6   | Colômbia              | 23  |
| 7   | Portugal Feminino     | 19  |
| 8   | Japão                 | 10  |
| 9   | Ucrânia Universitária | 9   |
| 10  | Ucrânia Sub-21        | 3   |

### Clube[18]
| Pos | Clube                   | Pts |
| --- | ----------------------- | --- |
| 1   | Barcelona Alusport      | 404 |
| 2   | Carlos Barbosa          | 125 |
| 2   | Dínamo Moscou           | 125 |
| 4   | ADC Intelli             | 106 |
| 5   | Iberia Star             | 20  |
| 6   | Female Futsal           | 18  |
| 7   | Giti Pasand Isfahan FSC | 17  |
| 8   | Minas                   | 15  |
| 9   | MFC Laguna-Uor Penza    | 4   |
| 10  | Gazprom-Ugra            | 3   |

### Vitórias por país
Vencedores pelo país que nasceram ou que estão naturalizados, e não pelo que jogam.
| Pos | País       | 1º | 2º | 3º |
| --- | ---------- | -- | -- | -- |
| 1   | Espanha    | 5  | 1  | 5  |
| 2   | Brasil     | 3  | 8  | 1  |
| 3   | Itália     | 1  | 0  | 0  |
| 4   | Rússia     | 0  | 1  | 0  |
| 5   | Inglaterra | 0  | 0  | 1  |
| 5   | Portugal   | 0  | 0  | 1  |

### Vitórias por clube
| Pos | Clube              | 1º | 2º | 3º |
| --- | ------------------ | -- | -- | -- |
| 1   | Barcelona Alusport | 2  | 0  | 0  |
| 2   | ElPozo Murcia      | 1  | 1  | 1  |
| 3   | ADC Intelli        | 1  | 0  | 0  |
| 3   | Female Futsal      | 1  | 0  | 0  |
| 3   | Montesilvano C5    | 1  | 0  | 0  |
| 6   | Krona Futsal       | 0  | 2  | 0  |
| 7   | Dínamo Moscou      | 0  | 1  | 1  |
| 8   | Carlos Barbosa     | 0  | 1  | 0  |
| 8   | Unesc              | 0  | 1  | 0  |
| 8   | Minas              | 0  | 1  | 0  |
| 11  | Caja Segovia FS    | 0  | 0  | 1  |
| 11  | FC Vermoim         | 0  | 0  | 1  |
| 11  | Inter Movistar     | 0  | 0  | 1  |